# Two-Faced Woman
Two-Faced Woman is een Amerikaanse filmkomedie uit 1941 onder regie van George Cukor met in de hoofdrol Greta Garbo. De film ging pas na de oorlog in Nederland in première, op 31 januari 1947 in Rotterdam,  en werd uitgebracht onder de titel Tweezijdige vrouw.
Het was Garbo's laatste film. 

## Verhaal
Een ski-instructrice begint een relatie met een zakenman. Als hij voor zaken naar New York gaat, wordt ze achterdochtig. Ze reist hem daarom achterna naar New York. Daar geeft ze zich uit voor haar eigen tweelingzus om hem opnieuw te verleiden.

## Ontvangst
De film kreeg slechte kritieken. De film werd afgekeurd door het National Legion of Decency vanwege de vermeende onchristelijke en immorele houding tegenover het huwelijk. De film werd ook veroordeeld door de aartsbisschop van New York. Deze veroordelingen ontmoedigden Katholieken om de film te gaan zien. MGM besloot daarop om bepaalde scenes te verwijderen en een nieuwe scene toe te voegen, waardoor de film uiteindelijk wel door de keuring kwam. Het resultaat was dat het Legion of Decency de waardering veranderde van C (veroordeeld) naar B (gedeeltelijk moreel verwerpelijk).
Ondanks het succes van Ninotchka had men moeite om Garbo als comédienne te accepteren, in een rol die men eerder van Carole Lombard zou verwachten. Met productiekosten van $ 1.247.000 maakte de film deel uit van een dure MGM-productie. Desondanks werd de film een redelijk kassucces, vooral in Europa na de Tweede Wereldoorlog, en bracht in Amerika $ 875.000 en in het buitenland $ 925.000 op. Het cumulatieve totaal van $ 1.800.000 betekende uiteindelijk een verlies van $ 62.000 dollar.

## Rolverdeling
| Acteur            | Personage       |
| ----------------- | --------------- |
| Greta Garbo       | Karin           |
| Melvyn Douglas    | Larry Blake     |
| Constance Bennett | Griselda Vaughn |
| Roland Young      | O.O. Miller     |
| Robert Sterling   | Dick Williams   |
| Ruth Gordon       | Juffrouw Ellis  |
| Frances Carson    | Juffrouw Dunbar |